# جولیوس ون دن برگ
جولیوس ون دن برگ (انگلیسی: Julius van den Berg؛ زادهٔ ۲۳ اکتبر ۱۹۹۶) دوچرخه‌سوار اهل پادشاهی هلند است.
از باشگاه‌هایی که در آن بازی کرده‌است می‌توان به کنندیل–دراپاک اشاره کرد.